# Cornelia și Lupu Rednic

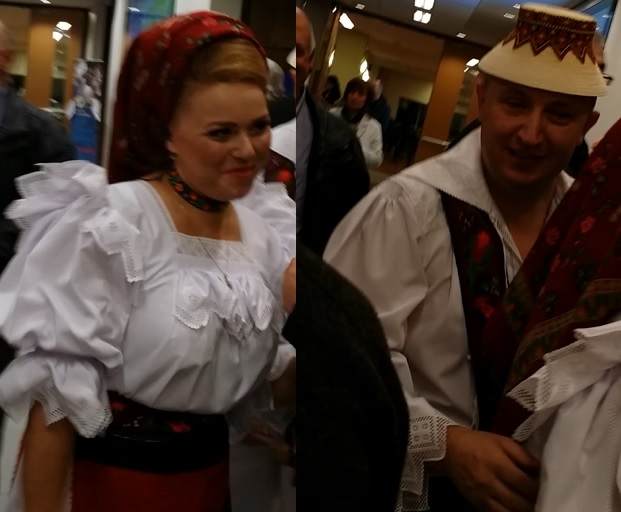
Cornelia și Lupu Rednic (2018).

 Cornelia Maria și Lupu Rednic sunt doi interpreți români de muzică populară, soț și soție, originari din Sighetu Marmației, care interpretează cântece populare din zona Maramureșului.

## Discografie
- Mi-e dor
- Mândruță cu ochi de mură
- Sa traia pretinii mei
- Care frunza pica jos Vol.1